# Hyde Park (Hoofddorp)
Hyde Park is een stedenbouwkundig project en nieuwe woonwijk in Hoofddorp in de gemeente Haarlemmermeer en is gesitueerd op het huidige bedrijventerrein Beukenhorst-West. Het plan maakte deel uit van Hoofddorp-Centraal dat per 2018 verder is gegaan als programma Stadscentrum Hoofddorp. In Hyde Park zouden zo'n 3.800 woningen moeten worden gebouwd, dit onder andere om aan de grote vraag naar woningen in de regio te voldoen. Hierbij worden de oude kantoorpanden gesloopt en wordt er in fases nieuwe woningen gebouwd.
Diverse nationale en internationale architecten hebben de appartementencomplexen in Hyde Park ontworpen, onder meer MVSA, Team V, MVRDV, Barcode Architects en Studioninedots.
De Franse architect Manuelle Gautrand levert ook een ontwerp voor een van de woonblokken. Zo bevat haar ontwerp negen gebouwen rond een binnentuin met in totaal zo'n 900 woningen. Al deze gebouwen zullen sterk in uiterlijk verschillen en vallen op door hun bijzondere vorm en kleur gebruik. Het Franse blok is naar verwachting in 2020 klaar. Geheel Hyde Park is naar verwachting in 2025 afgerond.
Hyde Park is vanuit Luchthaven Schiphol binnen 4 minuten te bereiken, vanuit de Zuidas in Amsterdam binnen 12 minuten en het Amsterdam Centraal Station binnen 23 minuten.